# Нововокзальна вулиця (Київ)
Нововокза́льна ву́лиця — вулиця в Солом'янському районі міста Києва, місцевість Протасів Яр. Пролягає від вулиці Протасів Яр до Провідницької вулиці.
Прилучаються вулиці Кондукторська, Лінійна та прохід (сходи) до Провідницької вулиці.

## Історія
Вулиця виникла на початку 1910-х років під сучасною назвою, як нова дорога в напрямку залізничного вокзалу, яка, проте, до вокзалу доведена не була. У довіднику «Весь Київ» вперше зазначена 1912 року

## Зображення

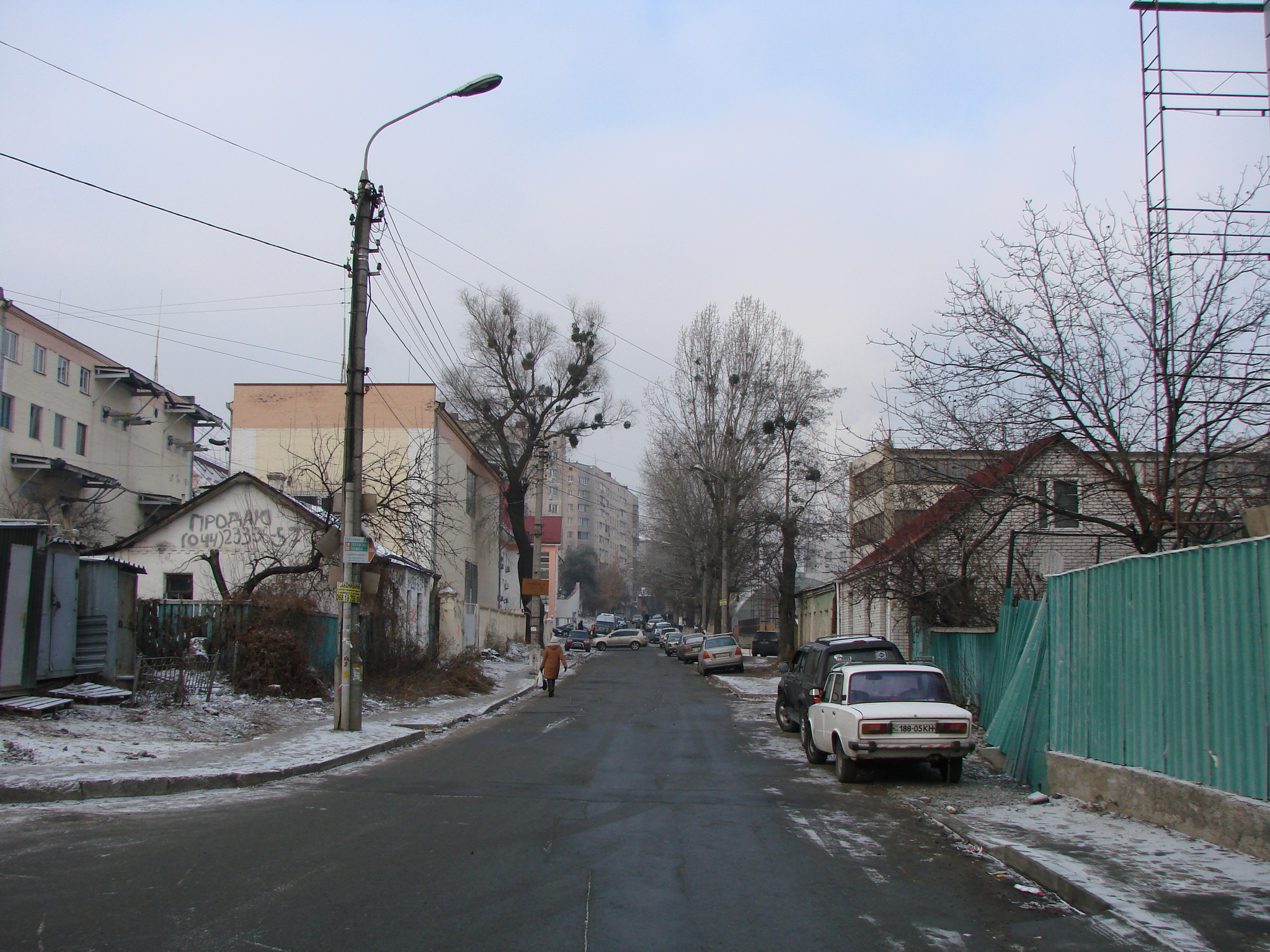
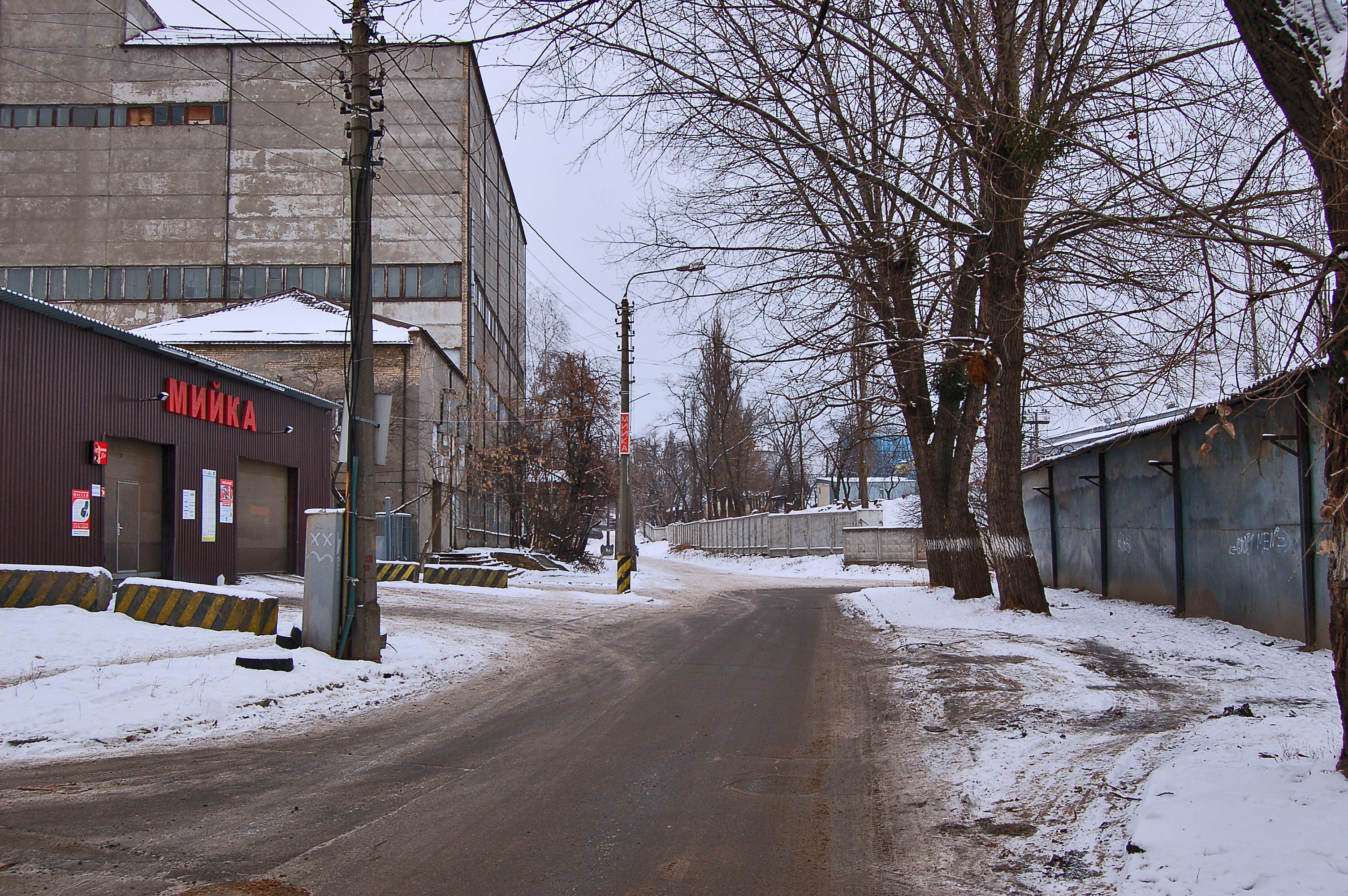
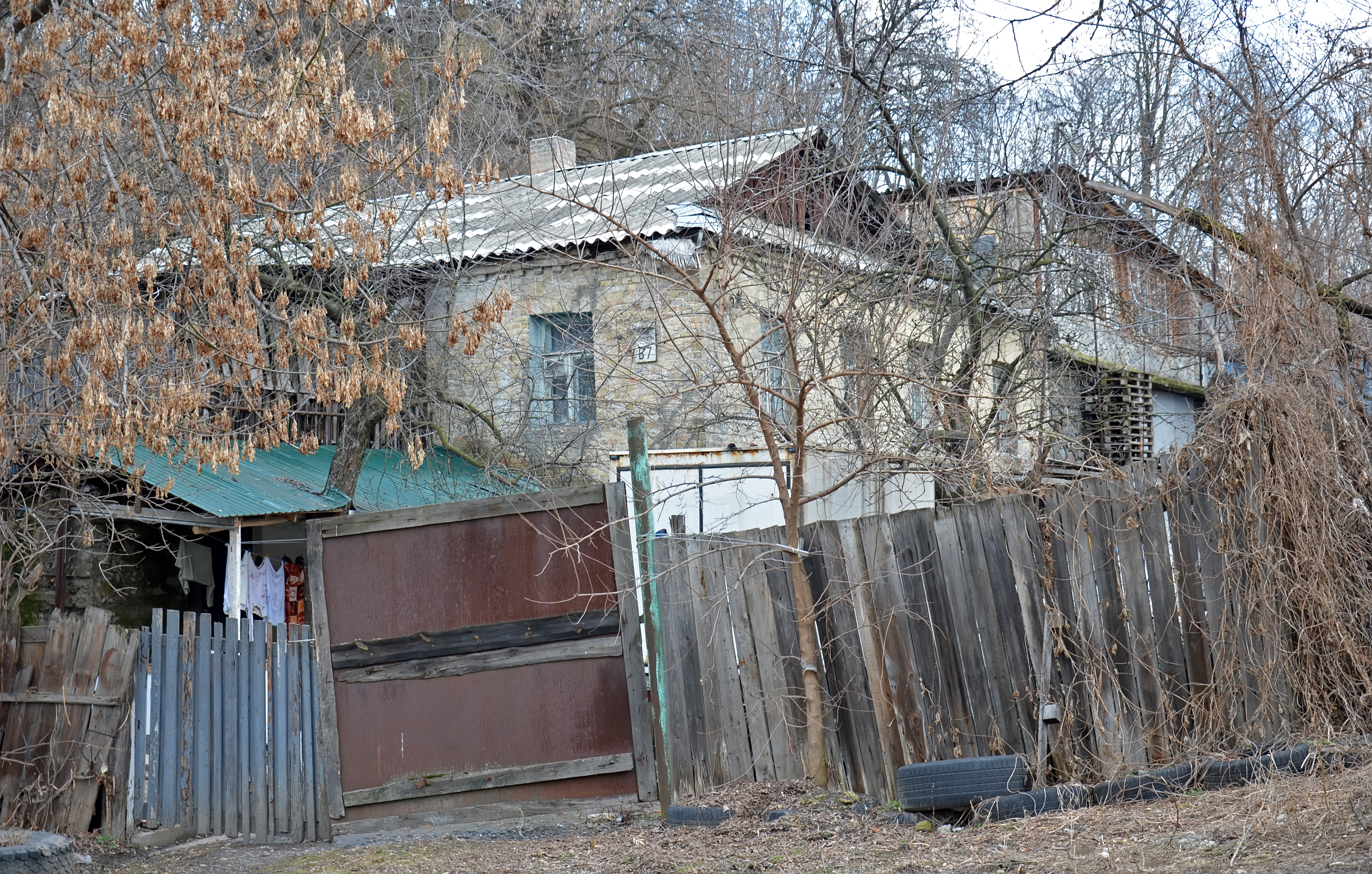
Нововокзальна вулиця, 67